# لین چائوپان
لین چائوپان (چینی: 林超攀; پین‌یین: Lín Chāopān) ژیمناست زادهٔ ۲۷ اوت ۱۹۹۵ میلادی اهل کشور چین است.